# Историја брачног лома у три тома
Историја брачног лома у три тома је југословенски филм из 1981. године. Режирао га је Бранислав Кичић, а сценарио је писао Новак Новак.

## Улоге
| Глумац                  | Улога                      |
| ----------------------- | -------------------------- |
| Миодраг Петровић Чкаља  | Чкаља                      |
| Драгана Поповић         | Стара година               |
| Тања Бошковић           | Нова година                |
| Елизабета Ђоревска      | Болничарка                 |
| Драган Лаковић          | Члан лекарског конзилијума |
| Бранислав Дамњановић    | Члан лекарског конзилијума |
| Душан Стојовић          | Члан лекарског конзилијума |
| Михајло Бата Паскаљевић | Члан лекарског конзилијума |